# Aardbeving Roermond 1992
De aardbeving bij Roermond vond plaats op 13 april 1992 om 03.20 uur. Deze aardbeving veroorzaakte aanzienlijke schade in het grensgebied van Nederland, België en Duitsland. Het epicentrum bevond zich enkele kilometers ten zuiden van de stad Roermond. Met een kracht van 5,8 op de schaal van Richter en een maximale intensiteit van VII op de schaal van Mercalli was het een van de sterkste aardbevingen in Noordwest-Europa sinds de historische tijd.
Voorafgaand aan de hoofdbeving vond een lichtere beving plaats met een kracht van 4,8. Na de hoofdbeving werden gedurende een maand ongeveer 200 naschokken geregistreerd, waarvan de sterkste een magnitude van 3,8 had.

## Gebeurtenissen
De aardbeving werd gevoeld tot in Tsjechië, Zwitserland, Frankrijk en Engeland, met wisselende intensiteit. De belangrijkste schade werd echter aangericht in Nederland, Duitsland en België.

### Schade in Nederland
In Nederland veroorzaakte de aardbeving aanzienlijke schade, met name in de stad Roermond, waar ongeveer 400 gebouwen beschadigd raakten. De schade betrof vooral oudere gebouwen met bakstenen gevels en slechte verankeringen tussen de buiten- en binnenmuren. De Sint-Sebastianuskerk in Herkenbosch raakte zwaar beschadigd en moest worden gerestaureerd. De totale schade in Nederland werd geschat op 170 miljoen gulden (ca. 77 miljoen euro).
Naast de schade aan gebouwen werden in Roermond en omgeving ook scheuren gemeld in de oevers van de Maas. De aardbeving veroorzaakte korte stroomuitvallen en onderbrekingen van het telefoonverkeer. De infrastructuur, zoals wegen en bruggen, bleef echter grotendeels onbeschadigd.

### Schade in Duitsland
In Duitsland werden de steden Heinsberg en Dremmen zwaar getroffen. In totaal werden ongeveer 200 gebouwen beschadigd, voornamelijk oudere huizen en openbare gebouwen. Net als in Nederland betrof de schade vooral gebouwen met bakstenen gevels en onvoldoende verankeringen. Het Duitse stadje Oberbruch zag veel van zijn huizen beschadigd raken door scheuren in de gevels en instortende schoorstenen. In de stad Keulen veroorzaakte de aardbeving schade aan de Dom van Keulen, waar enkele ornamenten losraakten en het dak doorboorden.
Verder werden in Duitsland enkele industriële installaties getroffen, zoals een chemische fabriek in Heinsberg, waar aanzienlijke schade werd gerapporteerd. De totale schade in Duitsland werd geschat op miljoenen euro's.

### Schade in België
In België werden minder zware beschadigingen gemeld, voornamelijk in de provincie Limburg. Enkele oudere gebouwen liepen schade op, zoals scheuren in muren en gevels. De aardbeving werd tot in steden als Brussel en Luik gevoeld, maar de schade bleef beperkt in vergelijking met Nederland en Duitsland.

### Naschokken
Na de hoofdbeving op 13 april volgden er twee opmerkelijke naschokken op 14 april, met magnitudes van respectievelijk 3,7 en 2,9 op de schaal van Richter. Hoewel deze naschokken minder schade aanrichtten, werden ze nog steeds gevoeld in het grensgebied.

## Infrastructuur en industrie
De industriële sector werd op sommige plaatsen zwaar getroffen. Een chemische fabriek in Heinsberg meldde aanzienlijke schade, waarbij de productie tijdelijk werd stilgelegd. Ook in Roermond en omliggende gebieden ontstonden productieonderbrekingen in fabrieken, waaronder een papierfabriek die zwaar beschadigd raakte. Ondanks de aard van de beving bleven de belangrijkste wegen, spoorlijnen en bruggen grotendeels intact, en werden er geen grote structurele beschadigingen aan de infrastructuur gerapporteerd.

## Slachtoffers
Tijdens de aardbeving viel één dodelijk slachtoffer. In Bonn overleed een vrouw aan een hartaanval nadat zij was geschrokken van de schok. Daarnaast raakten in het epicentrumgebied rond Roermond en Heinsberg ongeveer 50 mensen gewond door vallend puin.

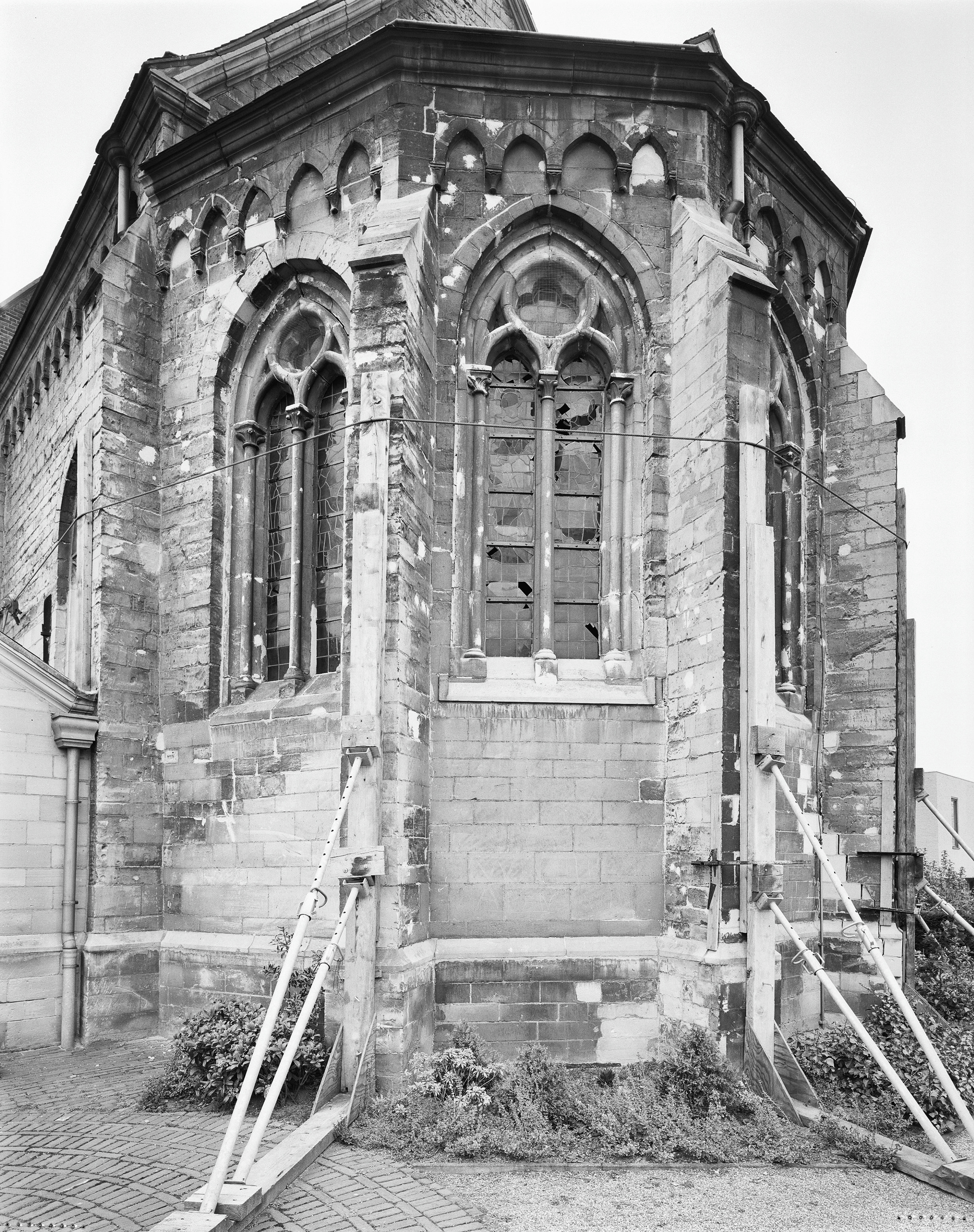
Sint-Sebastianuskerk in Herkenbosch na de beving
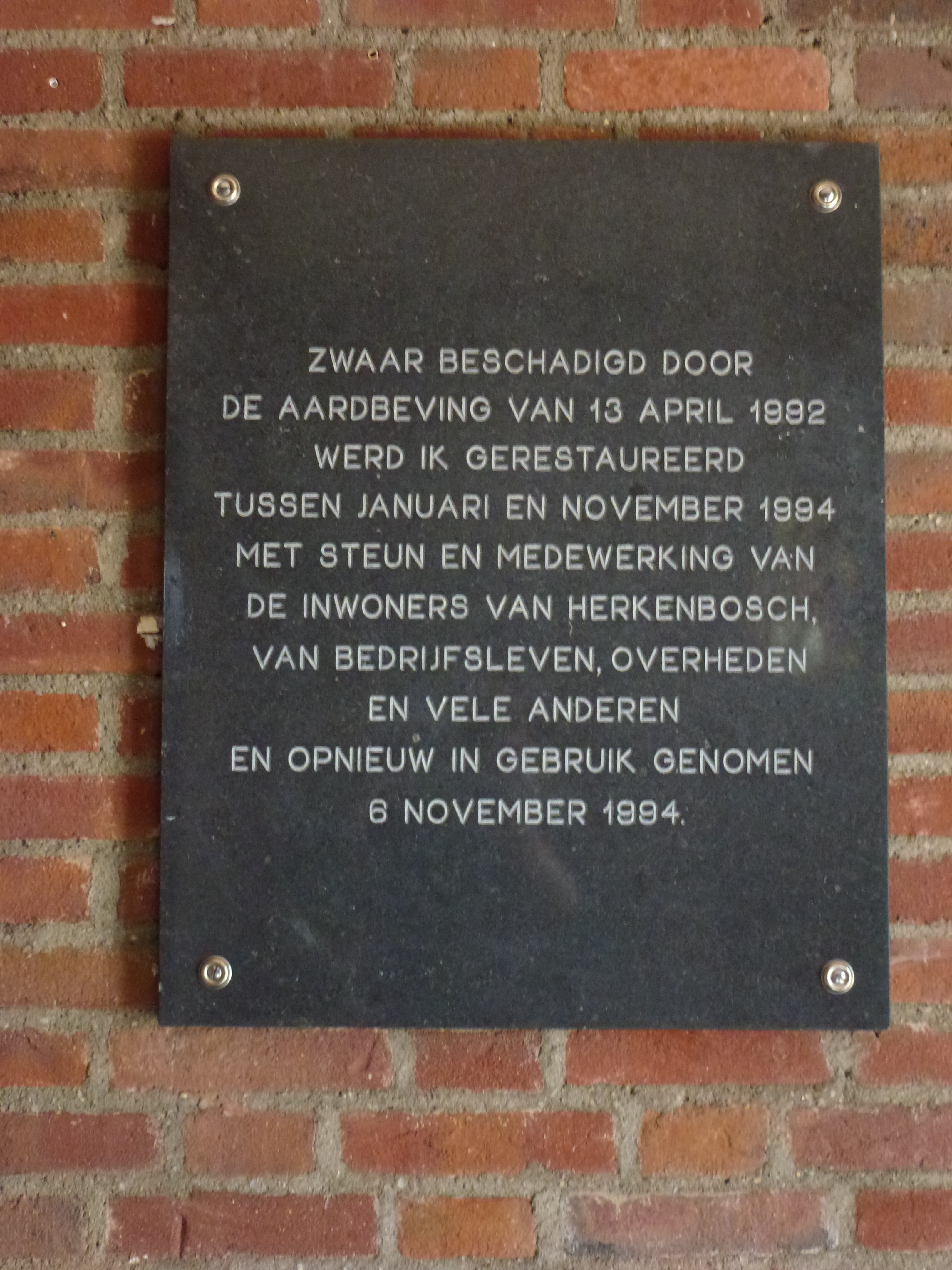
Plaquette op de kerk over herstel